# Barbara Loden
Barbara Ann Loden (8 de juliol de 1932 o 1934 – 5 de setembre de 1980) fou una actriu de teatre i cinema, i també directora de cinema i teatre alternatiu. Richard Brody de The New Yorker la va descriure com "la contrapart femenina de John Cassavetes".
Nascuda i criada a Carolina del Nord, Loden començà la seua carrera de ben jove a Nova York, com a model i corista. Loden participà regularment en l'irreverent programa televisiu The Ernie Kovacs Television Show, a mitjan anys cinquanta, i va ser membra vitalícia del famós Actors Studio. També va participar en diversos projectes dirigits pel seu segon espòs, Elia Kazan, com ara en Esplendor a l'herba (1961). En 1964, la seua participació en la posada en escena de l'obra d'Arthur Miller, After the Fall, a Broadway, la va fer mereixedora d'un dels Premis Tony en la categoria de Millor Actriu.
En 1970 Loden va escriure, dirigir i protagonitzar Wanda, una visionària cinta independent que va rebre el Premi Internacional de la Crítica del Festival de Cinema de Venècia en 1970. Durant els anys setanta, continuà treballant com a directora de teatre alternatiu a Broadway, i també en produccions locals de teatre, a més de dirigir dos curtmetratges. En 1978, li van diagnosticar càncer de mama, a conseqüència del qual va morir dos anys després.

## Vida i carrera

### 1932–1954: Infantesa i primers anys
Loden va nàixer el 8 de juliol de 1932 o 1934 (depenent de les fonts) a Asheville, Carolina del Nord. Després del divorci dels seus pares, va ser criada pels avis materns, molt religiosos, a les Apalatxes, a Marion, Carolina del Nord. Loden descrivia la seua infantesa com un període de precarietat emocional. Diverses fonts la descriuen com una noia tímida, humil, atractiva i solitària. Als 16 anys se'n va anar a Nova York, on començà a treballar com a model per a publicacions de detectius i romàntiques, i va gaudir d'un èxit moderat com a xica pin-up, model i ballarina, al famós Club Copacabana, abans d'estudiar en el reconegut Actors Studio. En aquells anys va arribar a jurar que detestava el cinema, perquè: "La gent en pantalla era perfecta i em feia sentir inferior".

### 1955–1959: Primers treballs en teatre i televisió
Loden va debutar en teatre a Nova York, el 1957, protagonitzant Compulsion, i amb papers en dues obres més: The Highest Tree, al costat de Robert Redford, i Night Circus amb Ben Gazzara. Durant aquells anys, gràcies al seu primer espòs, el productor televisiu i distribuïdor cinematogràfic Larry Joachim, es va unir a l'elenc de The Ernie Kovacs Show com a contrapunt de Kovacs. Loden i Joachim tingueren un fill, Marco.

### 1960–1966: Cinema i matrimoni amb Elia Kazan

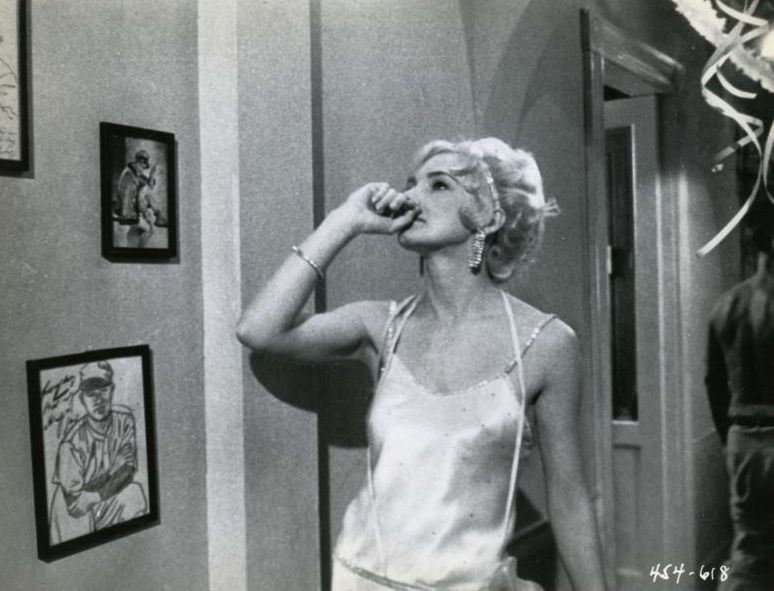
Loden en Esplendor a l'herba (1961).

En 1960, Loden va participar en Riu Salvatge, d'Elia Kazan, fent de secretària del personatge que interpretava Montgomery Clift. Però se la coneix més per la seua interpretació en Esplendor a l'herba (1961), també d'Elia Kazan, on encarnava la 'germana' de Warren Beatty.
Loden també va ser 'Maggie', un personatge basat en Marilyn Monroe, en la producció teatral que Kazan féu a partir de Després de la caiguda (1964), escrita per l'exespòs de Monroe, el dramaturg Arthur Miller. Loden va rebre el Tony a la Millor Actriu gràcies a aquesta interpretació, així com un premi d'Outer Circle.
Kazan, 23 anys major que Loden, es va convertir en el seu segon espòs el 1966, després de separar-se, ambdós, de les parelles respectives. Van tenir un fill, Leo, i el matrimoni, malgrat ser molt desigual, va durar fins a la mort d'ella, tot i que ja vivien separats i estaven considerant divorciar-se.

### 1967–1980: Direcció de cinema i teatre
El 1966, mentre estava de safari amb Kazan, Harry Schuster, un amic comú, va oferir 100.000 dòlars a Loden perquè fes una pel·lícula. Animada per la idea, Loden va escriure el guió de Wanda. Tanmateix, l'argument, una reflexió existencial sobre una dona sumida en la pobresa del comtat carboner de Pennsilvània, no va atraure l'atenció de directors que s'afegiren al projecte, ni tan sols el seu marit, Kazan, així que Loden va decidir dirigir-la ella mateixa, amb la col·laboració del cinematògraf i editor Nicholas T. Proferes.
Wanda és un retrat semi-autobiogràfic d'una "passiva i desconnectada esposa d'un miner que acaba relacionant-se amb un pocavergonya". Innovadora en l'estil, que recorda el cinéma vérité, va ser una de les poques cintes estatunidenques dirigides per dones projectades a les sales de cinema durant aquest període. La pel·lícula va ser l'únic film estatunidenc acceptat per a competir pel Premi de la Crítica en el Festival de Cinema de Venècia en 1970, un guardó que va guanyar. I també es va presentar en el Festival de Cinema de Cannes en 1971.
En 2010, amb el suport de Gucci, el film va ser restaurat pel UCLA Film & Television Archive i projectat al Museu d'Art Modern de Manhattan.

### Mort
En 1978, quan li diagnosticaren càncer de mama, Loden estava a punt de dirigir una pel·lícula sobre El despertar, de Kate Chopin; però els tractaments per combatre el càncer li impediren dur a terme el projecte. Va morir a l'Hospital Mount Sinai a la ciutat de Nova York el 5 de setembre de 1980.

## Llegat
En 2012, es va publicar Supplément à la vie de Barbara Loden, de l'autora francesa Nathalie Léger. El llibre, que pren com a inspiració Wanda i la biografia de la mateixa Loden, combina realitat i ficció. El 2016 va ser traduït a l'anglès: Suite for Barbara Loden.

## Filmografia
| Any  | Títol                   | Paper          | Notes                             | Ref. |
| ---- | ----------------------- | -------------- | --------------------------------- | ---- |
| 1960 | Wild River              | Betty Jackson  |                                   |      |
| 1961 | Splendor in the Grass   | Ginny Stamper  |                                   |      |
| 1968 | The Swimmer             |                | Escenes eliminades                |      |
| 1968 | Fade In                 | Jean           | Pel·lícula per a televisió        |      |
| 1970 | Wanda                   | Wanda Goronski | També directora i guionista       |      |
| 1975 | The Frontier Experience | Delilah Fowler | Curt; també directora i guionista |      |
| 1975 | The Boy Who Liked Deer  |                | Curt; directora i productora      |      |

| Any       | Títol                              | Paper         | Notes                                         | Ref. |
| --------- | ---------------------------------- | ------------- | --------------------------------------------- | ---- |
| 1955–1957 | The Ernie Kovacs Xou               |               | Aparicions regulars                           |      |
| 1962      | Alcoa Premiere                     | Betty Johnson | Episodi: "The Boy Who Wasn't Wanted"          |      |
| 1962      | Naked City                         | Penny Sonners | Episodi: "Torment Him Much and Hold Him Long" |      |
| 1966      | CBS Playhouse: The Glass Menagerie | La seua filla |                                               |      |

## Teatre
| Año       | Título                                                 | Papel          | Notas                                        | Ref.   |
| --------- | ------------------------------------------------------ | -------------- | -------------------------------------------- | ------ |
| 1957      | Compulsion                                             | Bit part       | Broadway                                     | [ 16 ] |
| 1958      | Night Circus                                           |                | Coprotagonizada amb Ben Gazzara              | [ 16 ] |
| 1959      | Look After Lulu!                                       | Gaby           | Broadway; dirigida per Noël Coward           | [ 17 ] |
| 1959      | The Highest Tree                                       |                | Broadway; coprotagonizada per Robert Redford | [ 18 ] |
| 1960      | The Long Dream                                         | White Girl     | Broadway                                     | [ 19 ] |
| 1964–1965 | After the Fall                                         | Maggie         | Broadway; Tony Award a Millor Actriu         | [ 20 ] |
| 1964      | But for Whom Charlie                                   | Sheila Maloney | Broadway                                     | [ 21 ] |
| 1964      | The Changeling                                         | Beatrice       | Broadway                                     | [ 22 ] |
| 1968      | Winter Journey                                         |                | Broadway                                     | [ 23 ] |
| 1968      | The Country Girl                                       |                | Broadway                                     | [ 24 ] |
| 1969      | Home is the Hero                                       |                | Off-Broadway; directora                      | [ 23 ] |
| 1975      | The Love Death Plays of William Inge                   |                | Off-Broadway; directora                      | [ 25 ] |
| 1976      | Berchtesgaden                                          |                | Actriu; directora                            |        |
| 1980      | Come Back to the Five and Dime, Jimmy Dean, Jimmy Dean | Mona           |                                              |        |

## Premis i distincions
Festival Internacional de Cinema de Venècia
| Any  | Categoria                                   | Pel·lícula | Resultat |
| ---- | ------------------------------------------- | ---------- | -------- |
| 1970 | Premi FIPRESCI -Millor pel·lícula extragués | Wanda      | Ganadora |